# Ngón tay út
Ngón tay út hay ngắn gọn là ngón út là ngón tay ngắn nhất trên bàn tay. Ngón tay út nằm ngoài cùng trên bàn tay, cạnh ngón áp út.